# Villa Poma
Villa Poma is een gemeente in de Italiaanse provincie Mantua (regio Lombardije) en telt 2057 inwoners (31-12-2004). De oppervlakte bedraagt 14,3 km², de bevolkingsdichtheid is 145 inwoners per km².
De volgende frazioni maken deel uit van de gemeente: Ghisione.

## Demografie
Villa Poma telt ongeveer 828 huishoudens. Het aantal inwoners daalde in de periode 1991-2001 met 4,5% volgens cijfers uit de tienjaarlijkse volkstellingen van ISTAT.
| Jaar | Inwoneraantal |
| ---- | ------------- |
| 1991 | 2132          |
| 2001 | 2036          |

## Geografie
De gemeente ligt op ongeveer 13 m boven zeeniveau.
Villa Poma grenst aan de volgende gemeenten: Magnacavallo, Pieve di Coriano, Poggio Rusco, Revere, San Giovanni del Dosso, Schivenoglia.

## Geboren
- Olindo Gorni (1879-1943), agronoom en activist

Acquanegra sul Chiese · Asola · Bagnolo San Vito · Bigarello · Borgoforte · Borgofranco sul Po · Bozzolo · Canneto sull'Oglio · Carbonara di Po · Casalmoro · Casaloldo · Casalromano · Castel Goffredo · Castel d'Ario · Castelbelforte · Castellucchio · Castiglione delle Stiviere · Cavriana · Ceresara · Commessaggio · Curtatone · Dosolo · Felonica · Gazoldo degli Ippoliti · Gazzuolo · Goito · Gonzaga · Guidizzolo · Magnacavallo · Mantua · Marcaria · Mariana Mantovana · Marmirolo · Medole · Moglia · Monzambano · Motteggiana · Ostiglia · Pegognaga · Pieve di Coriano · Piubega · Poggio Rusco · Pomponesco · Ponti sul Mincio · Porto Mantovano · Quingentole · Quistello · Redondesco · Revere · Rivarolo Mantovano · Rodigo · Roncoferraro · Roverbella · Sabbioneta · San Benedetto Po · San Giacomo delle Segnate · San Giorgio di Mantova · San Giovanni del Dosso · San Martino dall'Argine · Schivenoglia · Sermide · Serravalle a Po · Solferino · Sustinente · Suzzara · Viadana · Villa Poma · Villimpenta · Virgilio · Volta Mantovana
1. ↑  Popolazione Residente al 1° Gennaio 2018. Istituto Nazionale di Statistica. Geraadpleegd op 16 maart 2019.